# What Evil Lurks
What Evil Lurks је први сингл британског бенда The Prodigy. Издат је у облику 12" винил плоче у фебруару 1991. године у ограниченом тиражу. Продато је између седам и осам хиљада копија. Сингл је реиздат у ограниченој серији 27. септембра 2004, за прославу петнаесте годишњице издавачке куће XL Recordings. Четири песме изабране су између десет које је Лијам Хаулет послао на демо снимку, када је покушавао да добије уговор.

## Списак песама
Страна A
A1. "What Evil Lurks" (4:23)
A2. "We Gonna Rock" (4:34)
Страна Б
B1. "Android" (5:03)
B2. "Everybody in the Place" (3:27)